# Lớp vỏ bọc từ
Lớp vỏ bọc từ là vùng không gian giữa đỉnh tần từ quyển và sóng xung kích phía trước của lớp từ quyển hành tinh. Từ trường được tổ chức thường xuyên do hành tinh tạo ra trở nên yếu và không đều trong nam châm do tương tác với gió mặt trời tới và không có khả năng làm chệch hướng hoàn toàn các hạt tích điện cao. Mật độ của các hạt trong khu vực này thấp hơn đáng kể so với những gì được tìm thấy ngoài cú sốc cung, nhưng lớn hơn trong từ trường, và có thể được coi là trạng thái tạm thời. 

Sơ đồ từ quyển của trái đất, cho thấy vị trí tương đối của nam châm

Nghiên cứu khoa học về bản chất chính xác của nam châm đã bị hạn chế do một quan niệm sai lầm từ lâu rằng đó là sản phẩm phụ đơn giản của tương tác sốc / từ trường và không có đặc tính quan trọng vốn có của riêng nó. Tuy nhiên, các nghiên cứu gần đây chỉ ra rằng nam châm là một vùng năng động của dòng chảy plasma hỗn loạn có thể đóng vai trò quan trọng trong cấu trúc của sóng xung kích phía trước và từ trường, và có thể giúp điều khiển dòng các hạt năng lượng đi qua các ranh giới đó.
Từ tính của Trái đất thường chiếm diện tích không gian khoảng 10 bán kính Trái đất ở phía gió ngược (mặt trời) của hành tinh, kéo dài ra xa hơn về phía bên trái do áp lực của gió mặt trời. Vị trí chính xác và chiều rộng của nam châm phụ thuộc vào các biến như hoạt động của mặt trời.